# Dammar i Sverige
Dammar i Sverige har genom historien anlagts av flera anledningar, dels som vattenmagasin åt tidigindustriella anläggningar som kvarnar, sågar, stampar och smedjor, men även gruv- och järnbruksindustrin hade ett behov av att reglera och magasinera vatten. Kraftverksdammar inbegrips också i begreppet. Eftersom många dammar uppförts vid naturgivet lämpliga dämningspunkter, där fallhöjden är god, är det vanligt att äldre dammar återbrukas för nya typer av verksamheter.

## Nationellt dammregister
I svenskt vattenarkiv, SVAR, som administreras av SMHI, finns ett register över närmare 11 000 dammobjekt. Rådata till det nationella dammregistret har samlats in av länsstyrelserna. I registret förses varje objekt med ett unikt damm-id och koordinater. Några av de attribut som knyts till varje enskilt objekt i registret är namn, första år för byggnation, uppgifter om ombyggnadsår samt verksamhetskoppling. Informationen är dock i många fall bristfällig. 9325 dammar saknar uppgift om byggnadsår. Den äldsta dammen i det nationella dammregistret härstammar från år 1400 och ligger i Krankelösa i Kalmar län.

## Historiska dammar
Med historiska dammar avses av människan anlagda dammar av en betydande ålder.

### Dammar som skyddas av Kulturmiljölagen
Dammvallar är en lämningstyp som kan erhålla status som fast fornlämning, om dammobjektet i fråga kan möta de kriterier för fasta fornlämningar som specificeras i Kulturmiljölagens första kapitel. Fornlämningsregistret ger uppgift om 3034 objekt av lämningstypen dammvall för hela landet. Vanligast förekommande är att dammvallarna klassas som övriga kulturhistoriska lämningar men det finns även dammvallar som uppfyller kriterierna för fast fornlämning.

### Källmaterial om historiska dammar
I historiskt källmaterial uppenbarar sig dammar i första hand genom sin koppling till någon form av vattenverksamhet. Genom kvarnkommissioner kunde Kungl. Maj:t hållas underrättad om kvarnverksamheten i Sverige under 1600-talet. Eftersom kvarnverksamhet skattlades av kronan har den även satt avtryck i de äldre geometriska jordeböckerna – Sveriges äldsta storskaliga kartor. Riksarkivet har digitaliserat detta kartmaterial och gjort det publikt tillgängligt genom sin hemsida och databasen GEORG. Dammar, vattenkvarnar och dämmen är tre historiska vattenverksamhetsobjekt som återfinns i GEORG. Genom databasen erbjuds möjligheten att visualisera 1600-talets vattenreglering. I Svenskt diplomatariums huvudkartotek (SDHK), en annan publik nättjänst som riksarkivet tillhandahåller, ger en sökning på ämnesordet kvarn 780 träffar. De medeltida breven, som samlingen bygger på, har ofta tillkommit för att legitimera olika transaktioner eller anmäla oförrätter. Att vattnet var en omstridd resurs i Sverige redan under medeltiden framstår tydligt i detta material.